# Hypsognathus
Hypsognathus war ein etwa 33 Zentimeter langes Reptil aus der Gruppe der Procolophonidae, das in der Obertrias vor etwa 200 Millionen Jahren lebte. Fossile Überreste der Gattung wurden in der Passaic Formation (Newark-Supergruppe) in New Jersey, Connecticut und Nova Scotia gefunden. Zur Zeit der Obertrias lag die Region in der zentralen, westlichen Pangaea.

## Merkmale
Hypsognathus war der letzte und am meisten spezialisierte Procolophonide. Charakteristisch waren die knöchernen Stacheln, die vom Quadratojugale, einem Schädelknochen, ausgehen und möglicherweise dem Schutz vor Fressfeinden dienten. Bei größeren Exemplaren waren die Stacheln mit in Längsrichtung verlaufenden Rillen versehen, die möglicherweise einer Scheide aus Horn Halt gaben. Ansonsten war sein Schädel breit, die Schädelknochen ohne besondere Oberflächenstrukturen. Wahrscheinlich war seine Haut, ähnlich wie beim heutigen australischen Dornteufel (Moloch horridus), mit Stacheln versehen. Die Kiefer von Hypsognathus waren mit wenigen Zähnen versehen. Zwei saßen auf dem Prämaxillare, vier bis fünf auf jedem Maxillare. Er ernährte sich von Pflanzen.